# Flex-Able Leftovers (EP)
Flex-Able Leftovers é um EP lançado em 1984 pelo guitarrista virtuoso estadunidense Steve Vai. Diferentemente do CD homônimo que seria lançado mais tarde (em 1998), esta foi uma edição limitada, e foi vendida somente em Vinil.
Existem 2 versões deste EP: A primeira foi limitada a 1.000 copias e lançada pela Urantia Records. A segunda, lançada pela Akachic Records, veio com uma capa diferente, mas também foi limitada a 1.000 copias. A única diferença entre as 2 versões, porém, fica por conta da arte do álbum.

## Faixas
Todas as canções foram escritas por Steve Vai, exceto onde indicado.
In Side
1. "You Didn't Break It" (Bob Harris, Suzannah Harris) – 4:18
2. "Bledsoe Bluvd" – 4:21
3. "The Beast of Love" (Joe Kearney) – 3:29
4. "Burnin' Down the Mountain" – 4:20

Out Side
1. "So Happy" (Steve Vai, Laurel Fishman) – 2:44
2. "Details at 10" – 5:57
3. "Little Pieces of Seaweed" (Steve Vai, Larry Kutcher) – 5:11
4. "Chronic Insomnia" – 2:03

## Créditos Musicais
- Steve Vai – Vocais, Guitarras (acústica e elétrica), coral sitar, teclados, piano elétrico, baixo elétrico, back-vocals
- Scott Collard – Sintetizador (Prophet V)
- Larry Crane – xilofone piccolo, bell lyre, vibrafone
- Fammin – Vozes (gritos)
- Laurel Fishman – Vocais
- Chris Frazier – baterias
- Joe Kearney – vocais
- Larry Kutcher – Voz (Narração) Letra (Little Pieces Of Seaweed)
- Stu Hamm – vocais, baixo elétrico
- Suzannah Harris – back-vocals
- Bob Harris – vocais, programação de bateria
- Tommy Mars – vocais, violino, teclados
- Lillian Vai – Vocais (choro)
- Chad Wackerman – Baterias
- Pete Zeldman – Percussão